# Monasterio de Lesnovo
El Monasterio de Lesnovo, oficialmente llamado Monasterio de San Arcángel Miguel y San Gabriel de Lesnovo (cirílico macedonio: Свети Архангел Михаил и пустиножителот Гаврил Лесновски), es un monasterio medieval en Macedonia del Norte. 

## Ubicación
El monasterio está ubicado en las laderas suroeste del monte Osogovo, en medio de un cráter volcánico. Se encuentra a la entrada del pueblo de Lesnovo, a una altura de 870 metros. El pueblo más cercano es Zletovo, que junto con Lesnovo pertenece al municipio de Probištip.

## Historia

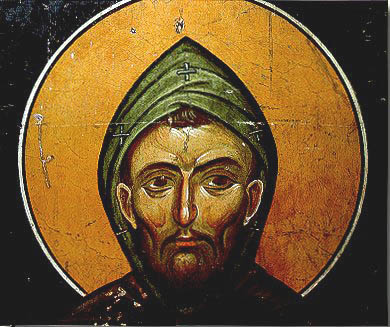
San Gabriel de Lesnovo, un fresco de Lesnovo

El monasterio está ubicado en una región apartada que era popular entre los ermitaños del siglo XI. Uno de ellos, el ermitaño búlgaro Gabriel de Lesnovo, vivió en las cuevas locales y murió allí también.
No se sabe si Gabriel fundó un monasterio o fue fundado en el lugar cercano a su ermita. Se sabe muy poco de este monasterio original, ya que se llevaron las reliquias de Gabriel y la primera y única mención del antiguo monasterio data de 1330 en una crónica del monje Stanislav, un famoso escritor.

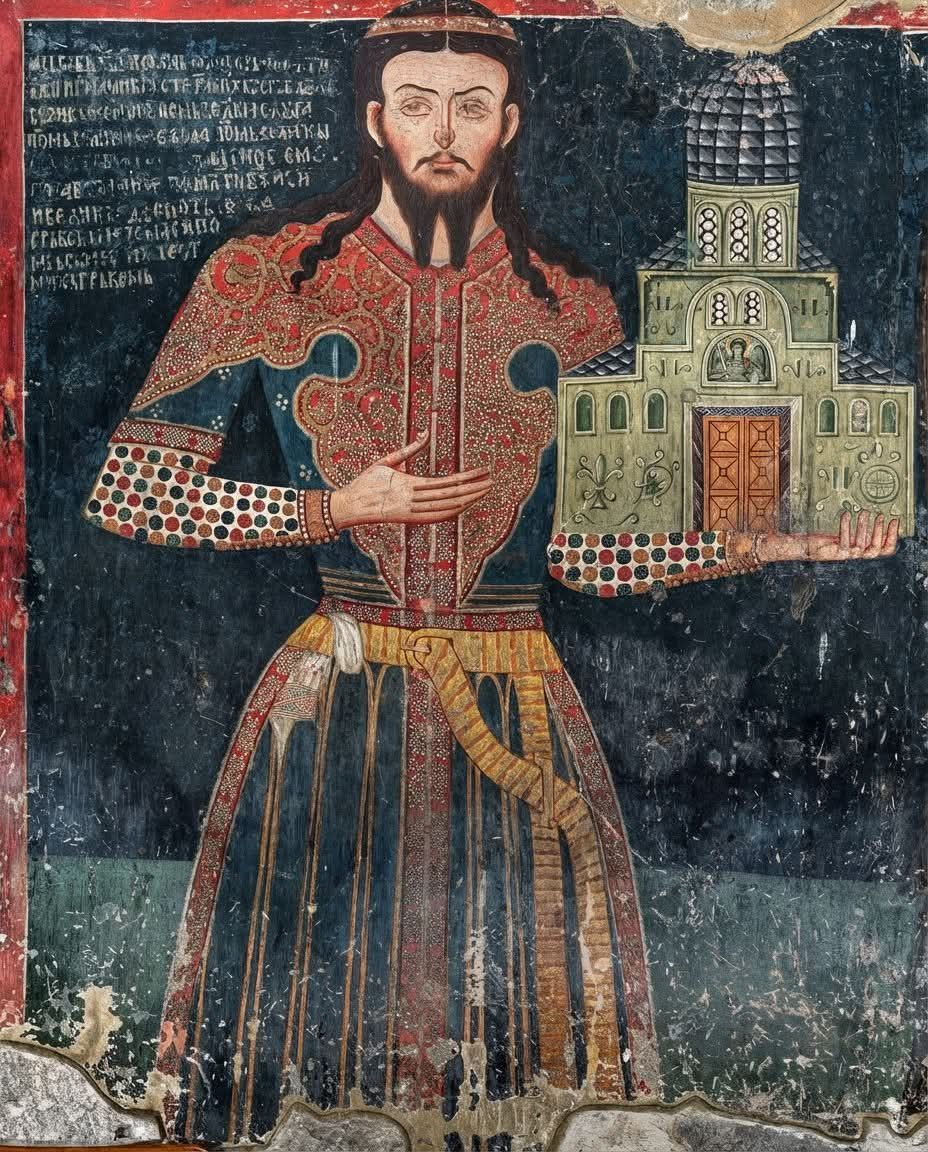
Retrato de Jovan Oliver con la iglesia de San Miguel en sus manos

El nuevo complejo monástico fue fundado en 1341 por Jovan Oliver Grčinić, un magnate del reino serbio. Jovan Oliver construyó una iglesia dedicada a San Miguel, así como nuevas viviendas y otorgó una carta a Lesnovo en la que enumeraba sus numerosas posesiones. El monasterio se hizo inmediatamente muy rico, atrayendo a una fraternidad numerosa y bien educada. El año siguiente, Oliver entregó el monasterio con todas sus pertenencias a Hilandar, monasterio serbio muy venerado en el Monte Athos.
En la asamblea estatal serbia celebrada en Skopie en 1347, el emperador Dušan declaró que el monasterio de Lesnovo sería la sede del recién establecido obispado de Zletovo. El nuevo obispado estaba destinado a llenar el vacío del antiguo obispado de Morozvizd. Lesnovo recibió una nueva carta por la que se liberó del poder de Hilandar, obtuvo nuevos pueblos y liberó a los campesinos de los deberes estatales. Su fundador, Jovan Oliver retuvo el derecho de nombrar al abad y de estar presente en la elección del obispo de Zletovo. Como nueva sede del obispado, la iglesia del monasterio se amplió con un nártex.
De esta época se sabe que en las cuevas del monasterio funcionaban varias ermitas (normalmente se mencionan 16). Varios miembros de la fraternidad vivían como ermitaños, incluido el primer obispo, Arsenije I, que fue enterrado en una de ellas.
En 1381, el señor local Constantino Dejanović emitió una tercera carta que devolvía Lesnovo a Hilandar y la colocaba bajo la supervisión del obispo de Velbužd, su capital.
Durante el dominio otomano el monasterio no fue destruido, pero es posible que a finales del siglo XV su fraternidad se dispersara y abandonara el monasterio.
La primera renovación al monasterio abandonado se produjo en 1558, solo un año después de la restauración del Patriarcado serbio de Peć. La reconstrucción emprendida por su abad Neofit en ese año abrió una serie de obras de los ricos de la cercana ciudad minera de Kratovo que en ese momento floreció. En 1581 el duque Nikola Bojčić recuperó el monasterio con plomo y en 1588 el duque Nikola Pepić (hermano del duque Dimitrije Pepić) construyó el nártex exterior. El monasterio también obtuvo nuevas viviendas, libros y nuevas posesiones.
En este período el monasterio volvió a ser la sede del obispado. A partir del siglo XVII  el monasterio estuvo subordinado al obispo de Kratovo-Štip o al de Kiustendil.
En un documento otomano de 1618 se menciona que algunos monjes ayudaron a los haiduques e incluso algunos de ellos se unieron a sus filas. A partir de 1664 el monasterio recibe ayuda de Rusia.
Después del fallido levantamiento local en apoyo del ejército de los Habsburgo, los monjes tuvieron que huir de Lesnovo y el monasterio fue saqueado. Una profunda renovación se produjo después de que en 1805 el monje Teodosije del monasterio de Visoki Dečani restableciera la vida monástica. En el siglo XIX, Lesnovo se hizo famoso por una serie de valiosos manuscritos vendidos por monjes y que han llegado a muchas bibliotecas en ciudades como  Belgrado, Sofía y San Petersburgo.
El monasterio sigue activo con una pequeña fraternidad. Pertenece a la Iglesia ortodoxa macedonia.

## Arquitectura

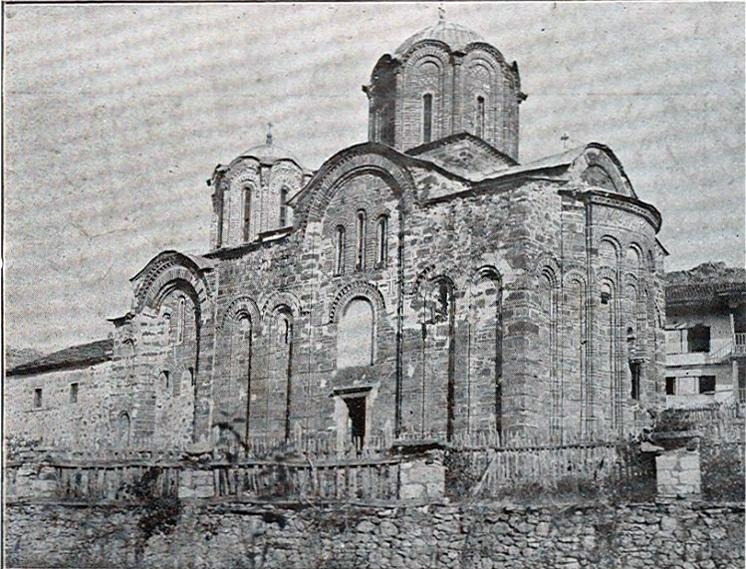
Monasterio de Lesnovo en 1912

La parte más antigua de la iglesia, de 1341, tiene forma de cruz inscrita con una cúpula en el centro. Su arquitectura sigue los cánones bizantinos con capas alternas de ladrillo y piedra y arcos decorativos en dos niveles (similar a la Iglesia de San Miguel en Štip).
El nártex, dado que fue construido solo unos años más tarde (1347), forma un conjunto armonioso con la misma decoración de las paredes, una cúpula más pequeña encima y tres entradas de doble bahía.
La parte más occidental es la adición hecha por el duque Nikola Pepić en1588. Considerado como una arquitectura mucho menos digna, fue destruido a mediados del siglo XX, solo para ser reconstruido recientemente en su forma original.

## Frescos

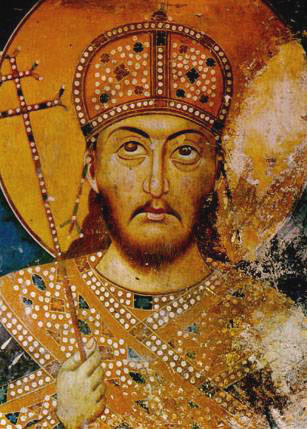
Retrato del emperador Dušan

Al igual que su arquitectura, las pinturas murales de Lesnovo provienen de un corto período de tiempo. La iglesia original se pintó entre 1346 y 1347, el nártex en 1349. Se conocen los nombres de tres pintores que trabajaron en el monasterio (Sevasto, Mihail y Marko) Aunque fueron pintados en pocos años, los frescos de Lesnovo muestran toda la diversidad estilística de los estilos pictóricos del momento.
Muchas de las pinturas muestran representaciones iconográficas raras, incluso únicas, como el San Miguel a caballo, representado como un comandante del ejército de Dios o un ciclo de arcángeles. Como representaciones de los salmos del rey David, hay interesantes composiciones del sol, la luna y los doce signos zodiacales, una danza redonda con tambores y cítaras y varias otras escenas de la vida del siglo XIV. En las paredes de la iglesia también se encuentran las representaciones de los tres monjes ermitaños de la zona: Gabriel de Lesnovo, Joaquín de Osogovo y Prohor de Pčinja, así como los retratos de los fundadores de la iglesia serbia independiente, San Simeón y San Sava, que eran comunes en los monasterios serbios.

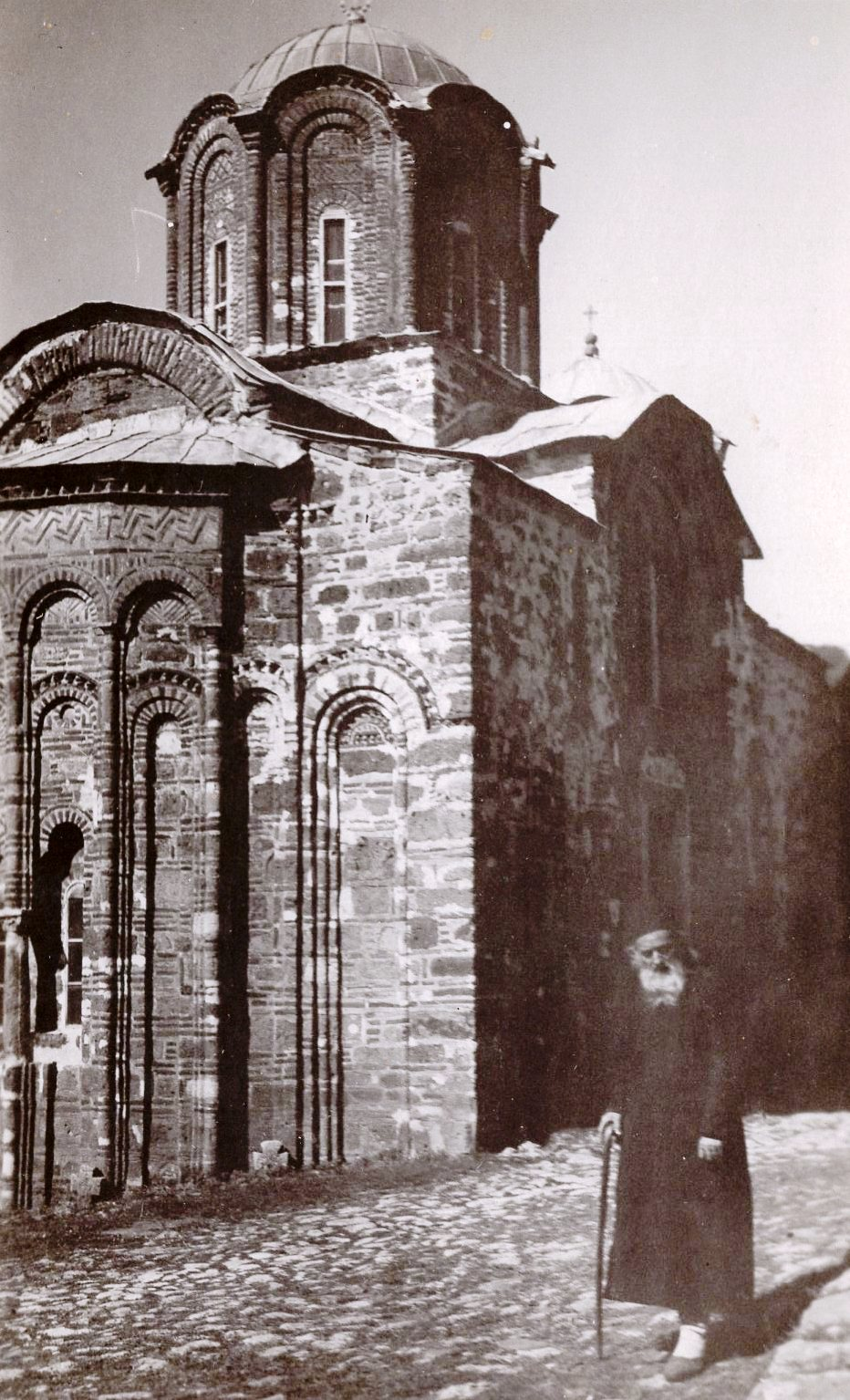
Un monje frente al monasterio.

Los retratos de personajes históricos son de igual importancia. En la composición de la dotación se ve a Jovan Oliver con un elaborado vestido junto a su esposa. Junto a su retrato hay una inscripción más larga que enumera su ascenso a la posición de uno de los señores más poderosos de Serbia, importante para la clasificación de los títulos de barón. Los ojos de Oliver fueron arañados por soldados búlgaros durante la ocupación de Macedonia de 1915-18.
En el nártex exterior hay una pintura de tres metros de altura del emperador Dušan con su esposa, la emperatriz Helena. 

## Iconostasio
El gran iconostasio de madera fue realizado entre 1811 y 1814 por Petre Filipović y su equipo de talladores de madera del clan Mijak en Macedonia Occidental. Este es el primero de los cuatro famosos iconostasios que esculpió este grupo. Los iconos son obra de maestros de la escuela Samokov.

## El complejo del monasterio
Las viviendas monásticas del monasterio datan en su mayoría  de principios del siglo XIX. La torre alta fue construida en el mismo período. En él se encuentra la campana hecha en 1860 en Kragujevac y lleva una inscripción que presenta la donación del príncipe Miguel Obrenović de Serbia.
Junto a la iglesia crece una morera centenaria, supuestamente plantada después de la construcción de la iglesia en el siglo XIV.